# Australopithecus garhi
Az Australopithecus garhi egy kihalt emberféle. 1996-ban fedezte fel Berhane Asfaw és Tim White. 2,5 millió évvel ezelőtt élt Etiópiában. Lehetséges hogy a Homo nem őse. Vonásai némileg eltértek az Australopithecus afarensis és a Australopithecus africanus tipikus vonásaitól. Agytérfogata a többi Australopithecushoz hasonlóan 450 cm³ volt. Őrlő és kisőrlő fogai némileg a Paranthropus boisei fogaira hasonlítottak, mivel nagyobbak mint a többi Australopithecusé. Amennyiben a Homo habilis őse akkor arcüreg morfológiája egy gyors evolúciós változáson esett volna át 200 000-300 000 év alatt. 2,5 és 2,6 millió éves az oldowan iparhoz hasonló kőeszközöket fedeztek fel az Australopithecus garhi fosszíliákkal. Combja és az alsó lábszár hosszának aránya az emberéhez hasonló, az alkar és a kar hosszának aránya azonban majomszerű. Szavannán élt. Az Australopithecus afarensis leszármazottja. Alsó állkapcsa a Paranthropus aethiopicus alsó állkapcsára hasonlít.